# Androgen (symbol)

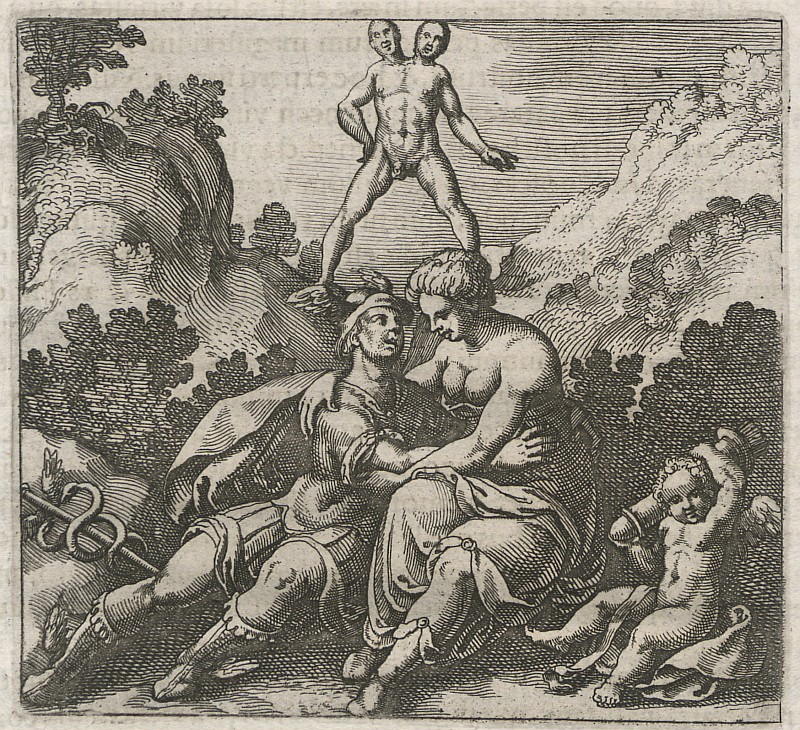
Androgyn

Androgen, androgyn – symbol przedstawiający Androgyne – obupłciowe bóstwo z mitologii starożytnych o dwóch twarzach (męskiej i żeńskiej). Reprezentuje podstawową jedność przeciwieństw.